# Désenchantée
«Désenchantée» (с фр. — «Разочарованная») — песня, записанная в 1990 году французской исполнительницей Милен Фармер. Это первый сингл из её третьего студийного альбома «L'Autre...», вышедшего 18 марта 1991 года. В 2002 году песня была перепета бельгийской певицей Кейт Райан, сингл добрался до первого места в чартах Бельгии.

## Происхождение
После двухлетнего отсутствия в СМИ, Милен Фармер запустила новый сингл «Désenchantée» 18 марта 1991 года, за три недели до выпуска альбома «L’Autre». В это время во Франции бушевали студенческие демонстрации, бастовавшие против условий учёбы, кроме того, шла война в Персидском заливе. Пессимистичная лирика песни стала отражением международных событий, что в значительной мере способствовало успеху трека. Согласно звукооператору Тьери Рогену, запись «Désenchantée» была сделана с четвёртого раза. Первоначально Буттона хотел создать прерывистую песню в стиле техно, но Роген уговорил его добавить барабаны и более фанковый звук. Текст песни был вдохновлен книгой 1934 года «На вершинах отчаяния» (Pe culmile disperării) румынского философа Эмиля Мишеля Чорана. Трек быстро набрал популярность во Франции, став одним из знаковых хитов Милен Фармер. Песня была также выпущена в других странах на разных форматах, включая Канаду, Великобританию, Австрию, Швейцарию, Бельгию, Нидерланды, Германию, Австралию и Японию.

## Форматы и издания

Обложка с сингла в формате 12" макси.

| 7" сингл — Франция A-side: 1. «Désenchantée» (single version) B-side: 1. «Désenchantée» (chaos mix) 7" макси — Франция A-side: 1. «Désenchantée» (single version) B-side: 1. «Désenchantée» (chaos mix) CD макси — Франция 1. «Désenchantée» (single version) 2. «Désenchantée» (club remix) 3. «Désenchantée» (chaos mix) Кассета — Франция A-side: 1. «Désenchantée» (single version) 2. «Désenchantée» (club remix) B-side: 1. «Désenchantée» (single version) 2. «Désenchantée» (club remix) 7" макси — Промо — Франция A-side: 1. «Désenchantée» (single version) B-side: 1. «Désenchantée» (single version) 7" сингл — Германия A-side: 1. «Désenchantée» (single version) B-side: 1. «Désenchantée» (chaos mix) | 7" макси — Германия A-side: 1. «Désenchantée» (club remix) B-side: 1. «Désenchantée» (chaos mix) CD макси — Germany 1. «Désenchantée» (single version) 2. «Désenchantée» (club remix) 3. «Désenchantée» (chaos mix) 7" макси — Германия A-side: 1. «Désenchantée» (club remix) B-side: 1. «Désenchantée» (chaos mix) 7" макси — Промо — Канада A-side: 1. «Désenchantée» (club remix) B-side: 1. «Désenchantée» (chaos mix) CD макси — Промо — Канада 1. «Désenchantée» (single version) 2. «Désenchantée» (club remix) 3. «Désenchantée» (chaos mix) Кассета — Промо — Канада A-side: 1. «Désenchantée» (single version) 2. «Désenchantée» (club remix) B-side: 1. «Désenchantée» (single version) 2. «Désenchantée» (club remix) | 7" макси — Промо — Английская версия — Канада A-side: 1. «Désenchantée» (club remix) B-side: 1. «Désenchantée» (chaos mix) 2. «Désenchantée» (single version) CD макси — Промо — Английская версия — Канада 1. «Désenchantée» (single version) 2. «Désenchantée» (club remix) 3. «Désenchantée» (chaos mix) 7" сингл — Промо — Великобритания A-side: 1. «Désenchantée» (edited version) B-side: 1. «Désenchantée» (single version) 7" сингл — Промо — Италия A-side: 1. «Senza une donna» (by Zucchero) B-side: 1. «Désenchantée» (single version) CD сингл — Япония 1. «Désenchantée» (single version) 2. «Désenchantée» (chaos mix) Кассета — Австралия A-side: 1. «Désenchantée» (single version) 2. «Désenchantée» (club remix) 3. «Désenchantée» (chaos mix) B-side: 1. «Désenchantée» (single version) 2. «Désenchantée» (club remix) 3. «Désenchantée» (chaos mix) |

## Позиции в чартах, сертификации, продажи
| Чарт (1991) | Высшая позиция |
| ----------- | -------------- |
| Австрия     | 16             |
| Бельгия     | 1              |
| Канада      | 9              |
| Дания       | 3              |
| Франция     | 1              |
| Германия    | 46             |
| Швейцария   | 23             |

| Страна  | Сертификация | Продажи   |
| ------- | ------------ | --------- |
| Франция | Золото       | 1 300 000 |

## Видеоклип
Музыкальное видео произведено Requiem Publishing и Heathcliff SA, с режиссером Лораном Бутонной, который также написал сценарий. Видео было снято в течение пяти дней в Будапеште, Венгрия с бюджетом около 240 000 €. Оно было одним из самых длинных на тот момент, длительностью 10 минут 12 секунд и включало множество статистов, включая 119 детей и венгров. 

### Сюжет
Действие клипа разворачивается (предположительно) в Нацистской Германии в сороковые годы. Клип показывает беспорядки в концентрационном лагере, демонстрирующие насилие и тяжелые условия труда для взрослых и детей под охраной. Эта мрачная история с неоднозначным финалом и интерпретацией затрагивает тему мессианства и символизирует дух свободы. Клип был вдохновлен картиной "Свобода, направляющая народ" Эжена Делакруа. Видео включено в альбомы "L'autre" и "Music Videos I".